# Jone Morino
Pour les articles homonymes, voir Morino (homonymie).
Jone Morino est une actrice italienne née le 28 avril 1896 à Rome et morte le 14 septembre 1978 dans la même ville. Elle joua dans plus d'une quarantaine de films entre 1920 et 1956.

## Filmographie partielle
- 1940 : Manovre d'amore de Gennaro Righelli
- 1941 : Le Mariage de minuit de Mario Soldati
- 1942 : Signorinette de Luigi Zampa
- 1943 : C'e sempre un ma! de Luigi Zampa
- 1947 : Le Crime de Giovanni Episcopo de Alberto Lattuada
- 1949 : Les Pirates de Capri de Edgar G. Ulmer et Giuseppe Maria Scotese
- 1950 : L'Épervier du Nilde Giacomo Gentilomo
- 1950 : Dimanche d'août de Luciano Emmer
- 1950 : Taxi de nuit de Carmine Gallone
- 1950 : Toselli de Duilio Coletti
- 1952 : Cour martiale (Il segreto delle tre punte) de Carlo Ludovico Bragaglia
- 1952 : Heureuse Époque (Altri tempi - Zibaldone n. 1) d'Alessandro Blasetti
- 1953 : La voce del sangue de Pino Mercanti
- 1954 : Questa è la vita' d'Aldo Fabrizi, Giorgio Pàstina, Mario Soldati et Luigi Zampa